# The Pretender
The Pretender é uma série televisiva americana que estreou na NBC entre 1996 e 2000, sendo composta por quatro temporadas e dois filmes - ambos lançados após o cancelamento oficial da série. Em Portugal foi emitida pela TVI em 1997, e também no FX em 2007. No Brasil foi emitida pela Rede Record. De acordo com os criadores da série, Steven Long Mitchell e Craig Van Sickle, o protagonista Jarod foi inspirado pelo famoso "The Great Impostor", Ferdinand Waldo Demara, conhecido por ter assumido múltiplas identidades e profissões de natureza distinta.

## Sinopse
A série narra a história de um jovem chamado Jarod, que, quando criança, foi tirado dos pais por uma organização chamada The Center. Os responsáveis pela The Center criaram-no e fizeram uso das capacidades sobredotadas desta criança de elevado Q.I. para treiná-lo e torná-lo um "Pretender" - alguém com capacidade de integrar qualquer tipo de personalidade, tornando-o um expert em qualquer tipo de área profissional ou amadora, independentemente do seu grau de complexidade.
Quando Jarod, de carácter meigo e humilde, descobre que as várias "simulações" que a The Centre fazia consigo eram usadas para fins nefastos, foge de imediato. Viajando pelos Estados Unidos e adoptando diversas identidades, Jarod serve-se das suas capacidades para ajudar quaisquer pessoas com problemas, procurando redimir-se pelas vidas que foram tiradas pela The Center por sua causa, mesmo que tais tenham sido provocadas sem o seu conhecimento. Vivendo o ressentimento de ter sido criado sem a sua família, Jarod procura desesperadamente por ela ao longo de toda a série, fugindo constantemente das equipes de captura enviadas pela The Center que o perseguem a todo o custo.
Embora seja um adulto, a grande faceta da personalidade de Jarod caracteriza-se pela sua natureza curiosa e de descoberta, típica de uma infância que não viveu. Tendo sido criado pela The Centre num ambiente controlado, quase laboratorial, Jarod é algo ingénuo em relação à forma de vida normal e ao comportamento rotineiro dos seres humanos. É fascinado por brinquedos triviais, doçarias e pelos objectos e aparelhos mais comuns do dia a dia, guardando-as por vezes em caixas armadilhadas.

## Elenco
- Michael T. Weiss- Jarod
- Andrea Parker- Miss Parker/Catherine Elaine Jamison Parker
- Patrick Bauchau- Sydney
- Jon Gries- Broots
- Ryan Merriman- Jovem Jarod/Gemini
- Richard Marcus- Dr. William Raines
- James Denton- Mr. Lyle
- Harve Presnell- Mr. Parker
- Paul Dillon- Angelo
- Pamela Gidley- Brigitte Parker
- Jason Brooks- Thomas Gates
- Jeffrey Donovan- Kyle